# 柄本佑
柄本 佑（えもと たすく、1986年〈昭和61年〉12月16日 - ）は、日本の俳優。京都府生まれ、東京都育ち。アルファエージェンシー所属。

## 来歴
和光高等学校に在学中に映画『美しい夏キリシマ』のオーディションに合格、2003年同作の主人公康夫役でデビューし芸能活動を本格的に開始、2004年同作で第77回キネマ旬報ベスト・テン新人男優賞受賞、第13回日本映画批評家大賞新人賞受賞。2005年には専門学校である早稲田大学芸術学校空間映像科に進学し、短編の自主制作映画も手掛ける。
2008年から弟の柄本時生と演劇ユニット『ET×2』を結成し、小劇場で公演を重ねている。
2012年3月、女優の安藤サクラと結婚。2016年、連続テレビ小説『あさが来た』など、テレビドラマでの活躍も認められ第40回エランドール賞新人賞を受賞。2017年6月に第一子が誕生する。
2018年に主演した映画『きみの鳥はうたえる』での演技が評価され、第92回キネマ旬報ベスト・テンと第73回毎日映画コンクールで主演男優賞に輝き、この年、『万引き家族』に主演した妻の安藤も主演女優賞を受賞したため、両賞で初の夫婦W受賞に輝いた。このほか、同じく同年に主演した映画『素敵なダイナマイトスキャンダル』での演技が評価され、第28回日本映画批評家大賞の主演男優賞も受賞している。

## 人物像
父は俳優の柄本明、母は女優の角替和枝。弟は俳優の柄本時生で佑の上に姉がおり3人姉弟の長男。妻は女優の安藤サクラ。父、母、弟は同じ事務所に所属しているが、本人は異なる事務所に所属する。
子どものころに家族で『座頭市』を観たことをきっかけに映画監督になることを夢見ていたが、母のマネージャーの勧めで『美しい夏キリシマ』のオーディションに応募し、俳優となった。両親ともに芝居と演劇にしか興味がなく、幼いころから映画の話ばかりな家庭で育ち、小学生の時には学校の作文でフェデリコ・フェリーニの『道』の感想文を書いていた。中学生のころから新文芸坐によく足を運び、相米慎二監督、増村保造監督、木下恵介監督、川島雄三監督、成瀬巳喜男監督からも影響を受けていた。憧れの俳優として森繁久彌や三木のり平、渥美清を挙げており、中でも最も憧れ目標の俳優として小林桂樹を挙げている。
また、松山ケンイチの大ファンを公言しており、役者としてとても尊敬している。
反抗期はそれほど無かったが、『美しい夏キリシマ』を夏休み期間に撮影に行かせて帰ってきたら柄本明曰く「すごく良い子になって帰ってきた」という。 
TOKIOの熱狂的大ファンである。中でも「女性だったら結婚したい」と語るほど城島茂が大好きであり『おしゃれイズム』でも城島の魅力を熱く語った後、「でもまぁ（城島が）結婚しちゃいましたからね…」と残念そうに発言したところ司会のくりぃむしちゅーの上田晋也から「あんたの方が先に結婚している」と指摘された。他にもダウンタウン、爆笑問題の大ファンでもある。
高良健吾とは10代のころから仲が良く頻繁に会っている。
菅田将暉とは『アルキメデスの大戦』で共演し、それをきっかけに深い友人関係が続いている。また、菅田は柄本の妻の安藤サクラと共演した際に、安藤から「夫に久々に新しい友達ができた」「仲良くしてあげてね」と言ってもらえてとても嬉しかったと明かしている。
『先生、私の隣に座っていただけませんか?』で共演した風吹ジュンは同級生の母親で昔から付き合いがある。

## 出演

### 映画
- 美しい夏キリシマ（2003年） - 主演・日高康夫 役
- 偶然にも最悪な少年（2003年）
- 69 sixty nine（2004年） - 増垣達夫 役
- ハサミ男（2004年）
- 真夜中の弥次さん喜多さん（2005年） - 呑々 役
- 疾走（2005年） - シュウイチ 役
- 十七歳の風景〜少年は何を見たか（2005年） - 主演
- 春の雪（2005年）
- ハヴァ、ナイスデー（2006年）
- チェケラッチョ!!（2006年） - 本部暁 役
- 夜のピクニック（2006年） - 高見光一郎 役
- 初恋（2006年） - タケシ 役
- コワイ女「鋼－はがね－」（2006年） - 主演・関口幹夫 役
- ボーイ・ミーツ・プサン（2006年） - 主演・クリハラ 役
- ちゃんこ（2006年） - 牧村丈治 役
- 風見鶏と煙突男（2006年）
- 檸檬のころ（2007年） - 佐々木富蔵 役
- 子宮の記憶 ここにあなたがいる（2007年） - 真人 役
- フリージア（2007年） - 山田一郎 役
- 犯人に告ぐ（2007年） - 村西 役
- グミ・チョコレート・パイン（2007年） - 山之上和豊 役
- カメレオン（2008年）
- さよなら、ジョージ・アダムスキー - 主演・春男 役 ※短編映画
- ラストゲーム 最後の早慶戦（2008年） - 黒川哲巳 役
- 平凡ポンチ（2008年）
- フライング☆ラビッツ（2008年） - 三木卓也 役
- コドモのコドモ（2008年） - 朋子の彼 役
- 泪壺（2008年） - 堂本役
- 守護天使（2009年） - ハーベスト 役
- ラッシュライフ（2009年） - 河原崎 役
- ノーボーイズ,ノークライ（2009年）
- 空気人形（2009年） - 浪人中の受験生・透 役
- 僕らは歩く、ただそれだけ（2009年動画公開、廣木隆一監督） - 主人公みゆきの元恋人 役 ※劇場未公開作品[注 1]
- 人間失格（2010年）
- 東京島（2010年） - オラガ 役
- 雷桜（2010年、廣木隆一監督） - 茂次 役
- ケンタとジュンとカヨちゃんの国（2010年） - 洋輔 役
- 脇役物語（2010年10月） - マサル 役
- ゲゲゲの女房（2010年） - 佐久間弦太（漫画編集者） 役
- ニューキッズオンザゲリラ（2010年） - ステラ（ゲイのタクシー運転手） 役
- まほろ駅前多田便利軒（2011年）
- 僕たちは世界を変えることができない。（2011年） - 芝山匤史 役
- 吉祥寺の朝日奈くん（2011年） - 藤村博喜 役
- 夕闇ダリア（2011年） - 大谷 役
- 臨場・劇場版（2012年） - 波多野進 役
- 大奥〜永遠〜［右衛門佐・綱吉篇］（2012年） - 秋本惣次郎 役（兼ナレーション）
- 僕等がいた（2012年） - アツシ 役
- 横道世之介（2013年） - 小沢 役
- きいろいゾウ（2013年） - 声
- フィギュアなあなた（2013年） - 主演・内山健太郎 役
- 今日子と修一の場合（2013年）
- 武士の献立（2013年） - 今井定之進 役
- 青天の霹靂（2014年）
- ダライ・ラマ14世[24]（2014年）語り
- 赤い玉、（2015年）
- GONINサーガ（2015年） - 森澤慶一 役
- ピース オブ ケイク（2015年） - 正樹 役
- ロボとミリ（2011年制作、2015年公開） - ロボ 役
- 64（ロクヨン） 前編・後編（2016年） - 落合 役
- 追憶（2017年） - 川端悟 役[25]
- ポルトの恋人たち 時の記憶（2017年） - 主演・宗次 / 加勢柊次 役（2役）
- 素敵なダイナマイトスキャンダル（2018年） - 主演・末井昭末井昭 役
- きみの鳥はうたえる（2018年） - 主演・僕 役[26][27]
- ねことじいちゃん（2019年） - 若村健太郎 役[28]
- 居眠り磐音（2019年） - 小林琴平 役
- アルキメデスの大戦（2019年） - 田中正二郎 役[29]
- 火口のふたり（2019年） - 主演・永原賢治[30]
- Red（2020年） - 小鷹淳 役
- 一度も撃ってません（2020年） - 植田順 役
- 青くて痛くて脆い（2020年）- 脇坂 役
- けったいな町医者（2021年） - ナレーション
- 痛くない死に方（2021年） - 主演・河田仁 役
- 先生、私の隣に座っていただけませんか?（2021年）- 主演・早川俊夫 役
- 殺すな（2022年公開） - 吉蔵 役
- 真夜中乙女戦争（2022年） - 黒服 役[31]
- ハケンアニメ!（2022年） - 行城理 役[32]
- 川っぺりムコリッタ（2022年） - 堤下 役
- 夜明けまでバス停で（2022年）- YouTuber 役[33]
- シン・仮面ライダー（2023年） - 一文字隼人 / 仮面ライダー第2号・第2バッタオーグ 役[34][35]
- 春画先生（2023年） - 辻村俊介 役[36]
- 花腐し（2023年） - 伊関貴久 役[37]
- ゆきてかへらぬ（2025年） - 勤め人 役[38]

### テレビドラマ
- ハイビジョンドラマ館 R.P.G.〜作られた家族の秘密〜（2003年、NHK） - 石津孝 役
- ヤンキー母校に帰る（2003年、TBS） - 大日向順一 役
- 世界の中心で、愛をさけぶ（2004年、TBS） - 中川顕良 役
- 赤い月（2004年、テレビ東京） - 森田一男 役
- WATER BOYS 2005夏（2005年、フジテレビ） - 小間俊一郎 役
- 怨み屋本舗 第8話（2006年、テレビ東京） - 五反野進 役
- 東京タワー 〜オカンとボクと、時々、オトン〜（2007年、フジテレビ） - 山田耕平（バカボン） 役
- 大河ドラマ（NHK）
  - 風林火山（2007年） - 長岌 役
  - いだてん〜東京オリムピック噺〜（2019年） - 増野 役
  - 光る君へ（2024年） - 藤原道長 役[39]
- 蒼い瞳とニュアージュ（2007年、WOWOW） - 財前圭一 役
- 新・京都迷宮案内5 第4話（2008年2月7日、テレビ朝日）
- 徳川家康と三人の女（2008年3月15日、テレビ朝日） - 小早川秀秋 役
- トリハダ3〜夜ふかしのあなたにゾクッとする話を 第1話「甘い誘いは死へのいざない」（2008年4月2日、フジテレビ）
- ジャッジ 〜島の裁判官奮闘記〜第2シリーズ 第2話（2008年11月1日、NHK大阪） - 稲村昇 役
- おちゃべり 第9話（2008年3月9日、毎日放送） - 木村勇樹 役
- 空飛ぶタイヤ（2008年3月29日、WOWOW） - 門田駿一 役
- 松本清張生誕100年スペシャル・夜光の階段（2009年4月 - 6月、テレビ朝日） - 蓮田重男 役
- シバトラ〜童顔刑事!史上最大の危機スペシャル〜（2009年5月9日、フジテレビ） - 西嶋 役
- ROMES/空港防御システム（2009年10月 - 12月、NHK） - 桜井 役
- 連続テレビ小説（NHK）
  - ゲゲゲの女房（2010年7月 - 9月） - 菅井伸 役
  - あさが来た（2015年10月1日 - 2016年3月25日） - 眉山惣兵衛 役
  - なつぞら（2019年4月15日 - ） - 倉田隆一 役
- CONTROL〜犯罪心理捜査〜 第2話（2011年1月18日、フジテレビ） - 小柳保 役
- 誰（タレ）よりも君を愛す! （2011年4月17日、テレビ静岡） - 佐久間五郎 役
- 最後の晩餐 〜刑事・遠野一行と七人の容疑者〜（2011年5月14日、テレビ朝日） - 高村圭太 役
- 生むと生まれるそれからのこと（2011年8月27日、NHK BSプレミアム） - 主演・佐藤たけし 役
- 京都地検の女第7シリーズ 第8話（2011年9月8日、テレビ朝日） - 畑山逸平 役
- NHK大分放送局開局70周年記念ドラマ 無垢の島（2011年11月25日、NHK大分） - 謎の男 田中ハルオ 役
- 北海道発スペシャルドラマ 大地のファンファーレ（2012年2月17日・24日、NHK札幌） - 森山優斗 役
- RUN60 第7話 - 第9話（2012年5月30日 - 6月13日、毎日放送） - 中塚祥司 役
- 遅咲きのヒマワリ〜ボクの人生、リニューアル〜（2012年10月 - 12月、フジテレビ） - 松本弘樹 役
- よる★ドラ 書店員ミチルの身の上話（2013年1月 - 3月、NHK） - 上林久太郎 役
- テレビ朝日開局55周年記念 黒澤明ドラマスペシャル 野良犬（2013年1月19日、テレビ朝日） - 柳下銀次 役
- Friend-Ship Project ～30年目の結婚式～（2013年2月1日 - 15日、テレビ東京） - 新郎 役
- とんび 第7話（2013年2月24日、TBS）[注 2] - あんちゃん 役
- 水曜ミステリー9 松本清張没後20年特別企画・留守宅の事件（2013年4月24日、テレビ東京） - 槙原秀則 役
- 連続ドラマW（WOWOW） 
  - 配達されたい私たち（2013年5月 - 6月） - 軍艦 役
  - OZU 〜小津安二郎が描いた物語〜 第2話「生れてはみたけれど」（2023年11月） - 主演・健介 役[40]
- 幸せになる3つの買い物 マンションを買った女（2013年6月25日、関西テレビ） - 田村慶太 役
- 黒い報告書 女と男の事件ファイルIII「誤解」第六の報告書「便利な女」（2013年7月6日、BSジャパン） - 田崎洋一 役
- WONDA×AKB48 ショートストーリー「フォーチュンクッキー」（2013年7月7日、フジテレビ） - 山城主任 役
- 雲霧仁左衛門（2013年10月 - 11月、NHK BSプレミアム） - 因果小僧六之助 役
  - 雲霧仁左衛門2（2015年2月 - 3月）
- テレビ朝日開局55周年記念番組 オリンピックの身代金（2013年11月30日・12月1日、テレビ朝日） - 山本 役
- 医龍-Team Medical Dragon-4（2014年1月 - 3月、フジテレビ） - 早川昭吾 役
- 若者たち2014（2014年7月 - 9月、フジテレビ） - 佐藤陽 役
- プレミアムドラマ リキッド〜鬼の酒 奇跡の蔵〜（2015年4月12日 - 26日、NHK BSプレミアム） - 相良直木 役
- 天皇の料理番（2015年4月 - 7月、TBS） - 山上辰吉 役
- 京都人の密かな愉しみ 夏 真名井の女（2015年8月15日、NHK BSプレミアム） - 八神 役
- 植物男子ベランダー SEASON2（2015年9月10日、NHK BSプレミアム） - 花園恵一 役
- 藤沢周平 新ドラマシリーズ 遅いしあわせ（2015年11月23日、時代劇専門チャンネル） - 栄次 役
- 女性作家ミステリーズ 美しき三つの嘘 第2話「炎」（2016年1月4日、フジテレビ） - 木下 役[41]
- わたしを離さないで 第7話 - 第10話（2016年2月26日 - 3月18日、TBS） - 加藤 役[42]
- ヤッさん〜築地発!おいしい事件簿〜（2016年7月 - 8月、テレビ東京） - タカオ 役 [43]
- おかしな男〜寅さん夜明け前 渥美清の青春〜（2016年8月4日、NHK BSプレミアム） - 主演・渥美清渥美清 役[44]
- コック警部の晩餐会（2016年10月 - 12月、TBS） - 主演・古久星三 役[45]
- スクラップ・アンド・ビルド[46]（2016年12月17日、NHK総合） - 主演・健斗 役[47]
- 平成細雪（2018年1月7日 - 1月28日、NHK BSプレミアム） - 板倉潤一 役[48]
- 家康、江戸を建てる 後編（2019年1月3日、NHK総合）‐ 橋本庄三郎 役[49]
- スローな武士にしてくれ〜京都 撮影所ラプソディー〜（2019年3月23日、NHK BSプレミアム） - 田所新之助 役[50]
- 令和元年版 怪談牡丹燈籠（2019年10月6日 - 10月27日、NHK BSプレミアム） - 宮辺源次郎 役[51]
- 心の傷を癒すということ（2020年1月18日 - 2月8日、NHK総合） - 主演・安和隆 役[52]
- 知らなくていいコト（2020年1月8日 - 3月11日、日本テレビ） - 尾高由一郎 役[53]
- アクターズ・ショート・フィルム「夜明け」（2021年1月23日、WOWOWプライム） - 監督・脚本・出演[54][55]
- 天国と地獄〜サイコな2人〜（2021年1月17日 - 3月21日、TBS） - 渡辺陸 役[56]
- ソロ活女子のススメ 第9話（2021年6月、テレビ東京） - ボーリング場の客 役
- ドクターホワイト（2022年1月17日 - 3月21日、関西テレビ・フジテレビ） - 狩岡将貴 役[57][58]
  - ドクターホワイト 特別編（2022年3月28日、関西テレビ・フジテレビ）[59]
- ミステリと言う勿れ 第3話・第4話（2022年1月24日・31日、フジテレビ） - 三船三千夫 役[60]
- ビッ友×戦士 キラメキパワーズ! 第45話 - 第48話（2022年5月22日 - 6月12日、テレビ東京） - 光野勇士 役
- あの胸が岬のように遠かった〜河野裕子と生きた青春〜（2022年6月6日[注 3]、NHK BSプレミアム・BS4K） - 主演・永田和宏永田和宏 役[62]
- 空白を満たしなさい（2022年6月25日 - 7月30日、NHK総合） - 主演・土屋徹生 役[63]
- 初恋の悪魔（2022年7月16日 - 9月24日、日本テレビ） - 小鳥琉夏 役[64][65]
- グレースの履歴（2023年3月19日 - 5月7日、NHK BS4K・BSプレミアム） - 富樫由紀夫 役[66]
- いつか、無重力の宙で（2025年9月8日〈予定〉 - 、NHK総合） - 語り[67]

### ウェブドラマ
- ROAD TO EDEN（2017年10月 - 12月、フジテレビオンデマンド、2018年1月 - 、フジテレビ） - カイト 役
- 深夜食堂 -Tokyo Stories　Season2-「手羽先の唐揚げ」（2019年10月31日、Netflix）[68]
- モダンラブ・東京〜さまざまな愛の形〜「私が既婚男性と寝て学んだこと」（2022年10月21日、Amazon Prime Video） - 山田圭介 役[69]

### テレビアニメ
- 僕だけがいない街（2016年1月8日 - 3月25日、フジテレビ他）[70] - 小林賢也（26歳） 役
- クレヨンしんちゃん（2023年3月18日、テレビ朝日） - 一文字隼人 役[71]
- おじゃる丸（2024年10月19日、NHK Eテレ） - 藤原道長 役

### 劇場アニメ
- 犬王（2022年） - 足利義満 役[72]

### 吹き替え
- シチリアを征服したクマ王国の物語（2022年） - ジェデオン 役、デ・アンブロジス 役[73]
- 野生の島のロズ（2025年公開予定） - チャッカリ 役[74]

### ゲーム
- SD シン・仮面ライダー 乱舞（2023年3月23日、バンダイナムコエンターテインメント） - 仮面ライダー第2号 役[75]

### ラジオドラマ
- 東貴博のヤンピース　BITTER SWEET CAFE 「忘れられない恋のうた　4th season」（2007年1月22日 - 2月1日、ニッポン放送）
- FMシアター（NHK-FM）
  - 「僕の細道」（2007年7月14日） - 弘次 役[76]
  - 「南国土佐を後にして」（2013年8月10日） - 桜庭吾郎 役[77]
  - 「AI（アイ）は故障中」（2018年6月23日） - 過去の男 役[78]
- ラジオシアター〜文学の扉「魚の序文」（2014年11月23日・30日、TBSラジオ）
- 青春アドベンチャー（NHK-FM）
  - 「七帝柔道記」（2016年5月30日 - 6月10日、全10回） - 松田隼人 役[79][80]
  - 「北海タイムス物語」（2019年2月11日 - 22日、全10回） - 野々村巡洋 役[81]

### CM
- 大塚製薬 カロリーメイト（2005年・2016年）[82]
- SoftBank ホワイトプラン「操作方法」篇（2007年） - 柄本明と親子の設定で共演
- ACジャパン「柄本家、話し合う」(2012年)
- WONDA モーニングショット（2013年）
- 大東建託（2017年）
- 東海旅客鉄道（JR東海）「そうだ 京都、行こう。」（2019年 - ） - ナレーション[83]
- ダイハツ工業 トール（2020年9月 - ）[84]
- サントリー サントリー天然水（2021年8月 - ）[85]
- スズキ「スペーシア」（2023年11月9日 - ）
- アフラック 月額保障×サービスでつくる新しい形の医療保険 REASON「社長の決断」篇（2024年9月6日 - ）[86]

### 舞台
- ピンクの象と五人の紳士（2007年、新宿ゴールデン街劇場） 柄本明監修
- KERA・MAP #5「あれから」（2008年12月13日 - 12月28日、ケラリーノ・サンドロヴィッチ作・演出、世田谷パブリックシアター）
- シュート・ザ・クロウ（2009年4月、田村孝裕演出、新国立劇場）
- 血は立ったまま眠っている（2010年、蜷川幸雄演出、シアターコクーン）
- ONEOR8 絶滅のトリ（2010年、田村孝裕作・演出、シアタートラム）
- みんな我が子（2011年、アーサー・ミラー作、ダニエル・カトナー演出、新国立劇場）
- ハンドダウンキッチン（2012年、蓬莱竜太作・演出、パルコ劇場）
- エドワード二世（2013年、マーロウ作、森新太郎演出、新国立劇場） - 主演
- グッドバイ（2013年、北村想作、寺十吾演出、シアタートラム）
- 桜の園（2015年、アントン・チェーホフ作、鵜山仁演出、新国立劇場）

### PV
- ORANGE RANGE「O2」（2008年）

### モデル
- ヨウジヤマモト BLACK Scandal 2019-20年秋冬コレクション ビジュアルモデル[87]

### その他コンテンツ
- アジアふしぎ大紀行 感動! 世界初公開!!-謎の民・カチン（2005年、テレビ東京）
- SHIBUYAでJブンガク（2010年12月11日、NHK Eテレ）
- 100分de名著（2014年6月度の柳田国男・「遠野物語」の朗読担当、NHK Eテレ）
- やまと尼寺 精進日記（2017年4月30日 - 2020年3月22日（毎月最終日曜）、NHK Eテレ） - 声の旅人
- 短編映画「きょうのできごと a day in the home」（2020年4月24日、YouTubeチャンネル「ROBOT CONTENT LAB」）[88]
- ETV特集「戦火のホトトギス 〜17文字に託した若き将兵の戦争〜」（2021年8月21日、NHK Eテレ）- 朗読[89]
- ドキュメント「シン・仮面ライダー 〜ヒーローアクション挑戦の舞台裏〜」（2023年3月31日、NHK BSP）[90]
- NHKスペシャル（NHK総合）
  - 新・ドキュメント太平洋戦争1943 国家総力の真実 前編（2023年8月12日） - 朗読
  - 新・ドキュメント太平洋戦争1943 国家総力の真実 後編（2023年8月13日） - 朗読
  - 新・ドキュメント太平洋戦争1944 絶望の空の下で（2024年8月15日放送予定） - 朗読[91]

## 監督作品
- ippo（2023年1月7日公開予定）[92]
  - 加藤一浩の演劇戯曲を原作とした「ムーンライト下落合」「約束」「フランスにいる」の3本からなる短編連作集。

## 受賞歴
- 第77回キネマ旬報ベスト・テン 新人男優賞（『美しい夏キリシマ』）
- 第13回日本映画批評家大賞 新人賞（『美しい夏キリシマ』）[93]
- 第40回エランドール賞新人賞
- 第73回毎日映画コンクール 主演男優賞（『きみの鳥はうたえる』）[94]
- 第92回キネマ旬報ベスト・テン 主演男優賞（『きみの鳥はうたえる』、『素敵なダイナマイトスキャンダル』、『ポルトの恋人たち 時の記憶』）[95]
- 第43回日本アカデミー賞 優秀助演男優賞（『アルキメデスの大戦』）[96]
- 第46回放送文化基金賞 番組部門 演技賞（『心の傷を癒やすということ』）[97]
- 第26回日刊スポーツ・ドラマグランプリ 夏期 助演男優賞（『初恋の悪魔』）[98]
- 第35回日刊スポーツ映画大賞・石原裕次郎賞 助演男優賞（『ハケンアニメ!』『川っぺりムコリッタ』『夜明けまでバス停で』）[99]
- 第44回ヨコハマ映画祭 助演男優賞（『ハケンアニメ!』『川っぺりムコリッタ』『夜明けまでバス停で』）[100]
- 第46回日本アカデミー賞 優秀助演男優賞（『ハケンアニメ!』）[101]